# Салеп (род)
 Тази статия е за рода растения.  За храната вижте Салеп.  
Салеп (Orchis) е род растения от семейството на орхидеите (Orchidaceae), срещащ се главно в Европа и Северозападна Африка и достигащ до Тибет, Монголия и Синдзян.

## Етимология
Латинското наименование на рода произхожда от старогръцката дума ὄρχις, която означава „тестис“, и се дължи на сдвоените подземни тубероиди при растенията от този род.

## Описание
Тези сухоземни орхидеи имат коренови грудки вместо псевдолуковици. Те са изключително разнообразни на външен вид. Стъблото им е изправено. Съцветието е цилиндричен до кълбовиден клас с дълги между 5 и 15 cm жълти, червени до лилави цветя. Те започват да цъфтят в основата, като бавно напредват нагоре, с изключение на маймунския салеп (Orchis simia), който цъфти в обратната посока.
Първоначалният род салеп съдържа повече от 1300 имена. Тъй като е бил полифилетичен, той е разделен от Pridgeon et al. на няколко нови рода: Ponerorchis, Schizodium, Steveniella. Те могат да бъдат намерени в тропически гори и полупустинни райони, близо до морския бряг и в тундрата. По-голямата част от видовете неотропични орхидеи могат да бъдат намерени в южната част на Централна Америка, северозападната част на Южна Америка

## Таксономия

### Видове
Към юни 2014 г. са признати следните 21 вида, заедно с множество подвидове:
- Orchis adenocheila Czerniak. – Иран
- Orchis anatolica Boiss. – Кипър, Турция, Южноегейски острови, Сирия, Ливан, Израел, Палестина, Иран
- Orchis anthropophora (L.) All. – Западна Европа до Средиземно море
- Orchis brancifortii Biv. – Южна Италия, Сицилия, Сардиния
- Orchis galilaea (Bornm. & M.Schulze) Schltr. – Турция, Сирия, Ливан, Израел, Палестина
- Orchis italica Poir. – Средиземноморие
- Мъжки салеп (Orchis mascula (L.) L.) – Северна и Централна Европа до Иран, Канарските острови
  - Orchis mascula subsp. ichnusae Corrias
  - Orchis mascula subsp. laxifloriformis Rivas Goday & B.Rodr.
  - Орхидея маскула subsp. маскула
  - Orchis mascula subsp. scopulorum (Summerh.) H.Sund. ex H.Kretzschmar, Eccarius & H.Dietr.
  - Orchis mascula subsp. speciosa (Mutel) Hegi
- Шлемовиден салеп (Orchis militaris L.)
  - Orchis militaris subsp. militaris
  - Orchis militaris subsp. stevenii (Rchb.f.) B.Baumann & al.
- Orchis olbiensis Reut. ex Gren. – Северозападна Италия до Северозападна Африка
- Orchis pallens L. – Европа до Кавказ
- Orchis patens Desf. – Централно Средиземноморие до Северозападна Африка
  - Orchis patens subsp. canariensis (Lindl.) Asch. & Graebn.
  - Orchis patens subsp. patens
- Orchis pauciflora Ten. – Албания, Корсика, Гърция, Италия, Крит и Югославия
- Провански салеп (Orchis provincialis Balb. ex Lam. & DC.) – Южна и Южна Европа до Кавказ, Северозападна Африка
- Orchis punctulata Steven ex Lindl. – Югоизточна Европа до Западна Азия
- Пурпурен салеп (Orchis purpurea Huds.) – Европа до Кавказ, Алжир
  - Orchis purpurea subsp. caucasica (Regel) B.Baumann & al.
  - Orchis purpurea subsp. purpurea
- Orchis quadripunctata Cirillo ex Ten. – Сардиния до Източно Средиземноморие
- Маймунски салеп (Orchis simia Lam.) – Европа до Иран, Северна Африка
  - Orchis simia subsp. simia
  - Orchis simia subsp. taubertiana (B.Baumann & H.Baumann) Kreutz
- Orchis sitiaca (Renz) P.Delforge
- Orchis spitzelii Saut. ex WDJKoch – Швеция (Готланд), Източна Испания до Кавказ, Северозападна Африка
  - Orchis spitzelii subsp. cazorlensis (Lacaita) D.Rivera & Lopez Velez
  - Orchis spitzelii subsp. nitidifolia (WPTeschner) Soó
  - Orchis spitzelii subsp. spitzelii
- Orchis troodi (Renz) P.Delforge

### Цитирана литература
- Pridgeon, A.M. и др. Phylogenetics of subtribe Orchidinae (Orchidoideae, Orchidaceae) based on nuclear ITS sequences. 1. Intergeneric relationships and polyphyly of Orchis sensu lato //  Lindleyana 12 (2).   1997. с. 89–109.
- Bateman, R.M. и др. Phylogenetics of subtribe Orchidinae (Orchidoideae, Orchidaceae) based on nuclear ITS sequences. 2. Infrageneric relationships and reclassification to achieve monophyly of Orchis sensu stricto //  Lindleyana 12.   1997. с. 113–141.
- Wucherpfennig, W. Gedanken zu einer Neuordnung der Gattung Orchis L. //  Nachtrag. Jour. Eur. Orch. 31.   1999. с. 329–346. (in German)
- Phylogeny and evolution of Orchis and allied genera based on ITS DNA variation: morphological gaps and molecular continuity //  Mol. Phylogenet. Evol. 13 (1).   1999. DOI:10.1006/mpev.1999.0628. с. 67–76.